# Twierdzenie Arzeli-Ascolego
Twierdzenie Arzeli-Ascolego – klasyczne twierdzenie analizy matematycznej, podające – w najprostszym przypadku – warunek wystarczający możliwości znalezienia podciągu w ciągu funkcji ciągłych, określonych na przestrzeni zwartej, zbieżnego jednostajnie. Pierwsza wersja twierdzenia została udowodniona w roku 1883 przez Giulio Ascolego, na długo przed wykształceniem się aparatu współczesnej topologii, lecz mimo to sens tego twierdzenia jest czysto topologiczny, a ono samo mówi de facto o (względnie) zwartych podzbiorach przestrzeni funkcji ciągłych z topologią zwarto-otwartą/topologią zbieżności jednostajnej.
Twierdzenie Arzeli-Ascolego ma liczne zastosowania w matematyce. Za jego pomocą można na przykład udowodnić istnienie rozwiązania zagadnienia Cauchy’ego
{\displaystyle y'=f(x,y)}
gdy o funkcji {\displaystyle f} nie zakłada się nic więcej poza jej ciągłością (zob. twierdzenie Peana).

## Pojęcia wstępne
Niech {\displaystyle X,Y} będą przestrzeniami topologicznymi. Symbol {\displaystyle C(X,Y)} oznacza przestrzeń funkcji ciągłych określonych na {\displaystyle X} i o wartościach w {\displaystyle Y.}
- Gdy {\displaystyle X} jest przestrzenią zwartą, a {\displaystyle Y} jest przestrzenią Banacha to {\displaystyle C(X,Y)} jest przestrzenią Banacha z normą supremum.

Niech {\displaystyle X} będzie przestrzenią metryczną oraz {\displaystyle Y} będzie przestrzenią unormowaną. Mówi się, że rodzina {\displaystyle {\mathcal {F}}\subseteq C(X,Y)} jest
- wspólnie ograniczona, gdy dla pewnego {\displaystyle M>0} i dla każdego {\displaystyle f\in {\mathcal {F}}}

{\displaystyle \|f\|_{Y}\leqslant M,}
- jednakowo ciągła (albo równociągła), gdy dla każdego {\displaystyle \varepsilon >0} istnieje takie {\displaystyle \delta >0,} że dla wszelkich {\displaystyle x,y\in X} oraz każdego {\displaystyle f\in {\mathcal {F}}}

{\displaystyle d(x,y)<\delta \Rightarrow \|f(x)-f(y)\|_{Y}<\varepsilon ,}
- punktowo relatywnie zwarta, gdy dla każdego {\displaystyle x\in X} domknięcie zbioru

{\displaystyle \{f(x)\colon \,f\in {\mathcal {F}}\}} jest zbiorem zwartym.

## Twierdzenie

### Wersja klasyczna
Klasyczna wersja twierdzenia Arzeli-Ascolego mówi, że
- Jeżeli {\displaystyle (f_{n})} jest ciągiem funkcji rzeczywistych określonych na przedziale zwartym, który jest wspólnie ograniczony i jednakowo ciągły (tzn. rodzina {\displaystyle \{f_{n}\colon \,n\in \mathbb {N} \}} jest jednakowo ciągła), to zawiera on podciąg zbieżny jednostajnie.

Założenie jednakowej ciągłości jest istotne – istnieje ciąg ograniczonych funkcji ciągłych {\displaystyle f_{n}\colon [0,1]\to \mathbb {R} ,} który nie ma podciągu zbieżnego jednostajnie. Istotnie, niech
{\displaystyle f_{n}(x)={\frac {x^{2}}{x^{2}+(1-nx)^{2}}}}
dla {\displaystyle 0\leqslant x\leqslant 1} oraz {\displaystyle n\in \mathbb {N} .} Licznik i mianownik wyrażenia {\displaystyle f_{n}} są nieujemne, skąd {\displaystyle |f_{n}(x)|\leqslant 1} (wspólna ograniczoność na [0,1]). Ponadto,
{\displaystyle \lim _{n\to \infty }f_{n}(x)=0}
dla każdego {\displaystyle x\in [0,1],} ale
{\displaystyle f_{n}\left({\tfrac {1}{n}}\right)=1}
dla {\displaystyle n=1,2,3\dots ,} więc żaden podciąg ciągu {\displaystyle (f_{n})} nie jest zbieżny jednostajnie.
Twierdzenie Arzeli-Ascolego jest niejako odwróceniem twierdzenia mówiącego, że
- Jeżeli {\displaystyle (f_{n})} jest ciągiem funkcji określonych na przestrzeni zwartej przestrzeni metrycznej {\displaystyle X,} to {\displaystyle \{f_{n}\colon \in \mathbb {N} \}} jest rodziną jednakowo ciągłą.

Istotnie, niech {\displaystyle \varepsilon >0} będzie ustaloną liczbą, a zatem istnieje liczba naturalna {\displaystyle N} taka, że
{\displaystyle \|f_{n}-f_{N}\|_{C(X,Y)}<\varepsilon } dla {\displaystyle n>N.}
Każda funkcja ciągła określona na zbiorze zwartym jest jednostajnie ciągła (zob. twierdzenie Diniego), więc istnieje liczba {\displaystyle \delta >0} taka, że
{\displaystyle |f_{i}(x)-f_{i}(y)|<\varepsilon }
dla {\displaystyle 1\leqslant i\leqslant N,\;x,y\in X,\;d(x,y)<\delta .} Gdy {\displaystyle d(x,y)<\delta } oraz {\displaystyle n>N,} to
{\displaystyle |f_{n}(x)-f_{n}(y)|\leqslant |f_{n}(x)-f_{N}(x)|+|f_{N}(x)-f_{N}(y)|+|f_{N}(y)-f_{n}(y)|<\varepsilon +\varepsilon +\varepsilon =3\varepsilon ,}
co kończy dowód.

### Wersja ogólna
Niech {\displaystyle X} będzie zwartą przestrzenią metryczną oraz {\displaystyle Y} będzie przestrzenią metryczną. Ogólną wersję twierdzenia Arzeli-Ascolego można sformułować w postaci warunku koniecznego i wystarczającego na to by podzbiór przestrzeni {\displaystyle C(X,Y)} był zwarty w sensie topologii zwarto-otwartej:
- Rodzina {\displaystyle {\mathcal {F}}\subseteq C(X,Y)} jest zwarta w sensie topologii zwarto-otwartej wtedy i tylko wtedy, gdy {\displaystyle {\mathcal {F}}} jest jednakowo ciągła, punktowo relatywnie zwarta i domknięta.

Twierdzenie to jest rzeczywiście uogólnieniem wersji klasycznej twierdzenia Arzeli-Ascolego ponieważ w przypadku, gdy {\displaystyle X} jest przestrzenią zwartą, a {\displaystyle Y} przestrzenią metryczną (lub ogólniej przestrzenią jednostajną), to topologia zwarto-otwarta pokrywa się topologią zbieżności jednostajnej w {\displaystyle C(X,Y).}

## Uogólnienia
Poniżej znajdują się twierdzenia topologii ogólnej, które w literaturze topologicznej również noszą nazwy twierdzeń Ascolego:
- Jeżeli {\displaystyle X} jest {\displaystyle k}-przestrzenią, a {\displaystyle Y} jest przestrzenią regularną, to domknięty podzbiór {\displaystyle F} przestrzeni {\displaystyle Y^{X}} z topologią zwarto-otwartą jest zwarty wtedy i tylko wtedy, gdy {\displaystyle F} jest rodziną jednakowo ciągła (elementami przestrzeni {\displaystyle Y^{X}} są funkcje {\displaystyle X\to Y}) i dla każdego {\displaystyle x\in X} zbiór {\displaystyle \{f(x)\colon f\in F\}\subseteq Y} ma zwarte domknięcie.
- Jeżeli {\displaystyle X} jest {\displaystyle k}-przestrzenią, a {\displaystyle Y} przestrzenią regularną, to domknięty podzbiór {\displaystyle F} przestrzeni {\displaystyle Y^{X}} z topologią zwarto-otwartą jest zwarty wtedy i tylko wtedy, gdy dla każdego zbioru zwartego {\displaystyle Z\subseteq X} przekształcenia rodziny {\displaystyle F|Z=\{f|Z\colon \,f\in Z\}} są jednakowo ciągłe i dla każdego {\displaystyle x\in X} zbiór {\displaystyle \{f(x)\colon f\in F\}\subseteq Y} ma zwarte domknięcie.

Kelley i Morse udowodnili powyższe twierdzenia w przypadku, gdy {\displaystyle X} jest przestrzenią lokalnie zwartą. Sformułowane wyżej uogólnienia na {\displaystyle k}-przestrzenie podali w roku 1966 Bagley i Young.

### Twierdzenie Ascolego-Arzeli dla multifunkcji
W roku 1976 Pedro Morales i Goeffrey Fox uogólnili twierdzenie Ascolego-Arzeli (-Morse’a-Kelleya) na przestrzenie multifunkcji. W celu sformułowania tego wyniku potrzebne są następujące definicje:
Niech {\displaystyle X} będzie niepustym zbiorem oraz {\displaystyle Y} będzie przestrzenią topologiczną.
- Multifunkcja {\displaystyle f\colon X\rightsquigarrow Y} nayzwana jest punktowo zwartą, gdy dla każdego {\displaystyle x\in X} zbiór {\displaystyle fx} jest zwarty. Symbolem {\displaystyle (Y^{mX})_{0}} oznacza się rodzinę wszystkich punktowo zwartych multifunkcji z {\displaystyle m}-produktu {\displaystyle Y^{mX}.}
- Jeśli {\displaystyle F\subseteq Y^{mX}} (zob. {\displaystyle m}-produkt) oraz {\displaystyle x\in X,} to symbolem {\displaystyle F[x]} oznacza się zbiór

{\displaystyle F[x]=\bigcup _{f\in F}fx.}
- Zbiór {\displaystyle F\subseteq Y^{mX}} nazywany jest punktowo ograniczonym, gdy dla każdego {\displaystyle x\in X} domknięcie w przestrzeni {\displaystyle Y} zbioru {\displaystyle F[x]} jest zbiorem zwartym.
- Zbiór {\displaystyle W\subseteq Y^{mX}} nazywany jest zbiorem Tichonowa, gdy dla każdego punktowo ograniczonego zbioru {\displaystyle F\subseteq Y^{mX}} zwarty jest zbiór (w sensie topologii w {\displaystyle m}-produkcie):

{\displaystyle W\cap \{{\mbox{cl}}_{Y}F[x]\colon \,x\in X\}.}
- Niech dalej {\displaystyle X} będzie przestrzenią topologiczną. Multifunkcję {\displaystyle f\colon X\rightsquigarrow Y} nazywamy ciągłą z dołu (ciągłą z góry) gdy dla każdego zbioru otwartego {\displaystyle U\subseteq Y} zbiór {\displaystyle f^{-}(U)} {\displaystyle (f^{+}(U))} jest otwarty w {\displaystyle X.} Multufunkcje ciągłe jednocześnie z dołu i z góry nazywane są ciągłymi.
- Zbiór {\displaystyle F\subseteq Y^{mX}} nazywany równociągłym, gdy dla każdego {\displaystyle x\in X,} dla każdego zwartego podzbioru {\displaystyle K} przestrzeni {\displaystyle Y} oraz dla każdego otoczenia otwartego {\displaystyle V} zbioru {\displaystyle K} istnieje otoczenie {\displaystyle U\subseteq X} punktu {\displaystyle X} oraz otoczenie {\displaystyle W\subseteq Y} zbioru {\displaystyle K} takie że
  - {\displaystyle f\in F,\,fx\cap W\neq \varnothing \Rightarrow U\subseteq f^{-}(V),}
  - {\displaystyle f\in F\,fx\subseteq W\Rightarrow U\subseteq f^{+}(W).}